# Questions féministes
Question féministes (Feministička pitanja) je bio francuski feministički časopis koji je izlazio od 1977. do 1980.
Časopis je osnovala grupa feministica među kojima su bile Simone de Beauvoir, Christine Delphy, Colette Capitan, Colette Guillaumin (iako se ne pojavljuje u uredništvu koje je otvorilo časopis), Emmanuèle de Lesseps, Nicole-Claude Mathieu, Monique Plaza, a kasnije Monique Wittig. Izlazio je tri godine, a na kraju se raspao zbog podijeljenih perspektiva o heteroseksualnosti, koja je došla do vrhunca u izdanju iz svibnja 1980. suprotstavljenim esejima iz Wittiga s jedne strane ("Hereroseksualni um") i Emmanuèle de Lesseps ("Heteroseksualnost i feminizam") na drugoj. Urednički kolektiv pristao je prestati objavljivati Pitanja feministes, a jedna skupina urednika, uključujući Delphyja i Beauvoira, otišla je umjesto toga pokrenuti novi časopis pod nazivom Nouvelles Questions Féministes (Nova feministička pitanja).